# Лорі Льюїс
Ло́рі Лью́їс (англ. Lori Lewis; нар. 27 грудня 1984, м. Сейлем, Орегон, США) — американська співачка сопрано, найвідоміша своєю співпрацею з шведським метал-гуртом Therion.

## Біографія і музична кар'єра
Народилася 27 грудня у місті Сейлем, штат Орегон. Отримала ступінь бакалавра за спеціальністю «вокал» у державному університеті штату Міссурі і диплом в Канзаському Університеті.
У 2007 році вона приєдналася до Therion як вокалістка під час їх світового туру на підтримку альбому Gothic Kabbalah. Вона також брала участь у записі їх 14-го студійного альбому Sitra Ahra, що вийшов 17 вересня 2010 року (в Європі), і з подальшим туром у його підтримку.
Окрім співпраці з Therion, Лорі виступала також з американським симфо-метал гуртом Aesma Daeva, який разом з Therion гастролював по США і Канаді.
У 2007 році Aesma Daeva випустили альбом Dawn of the New Athens за участю Лорі.

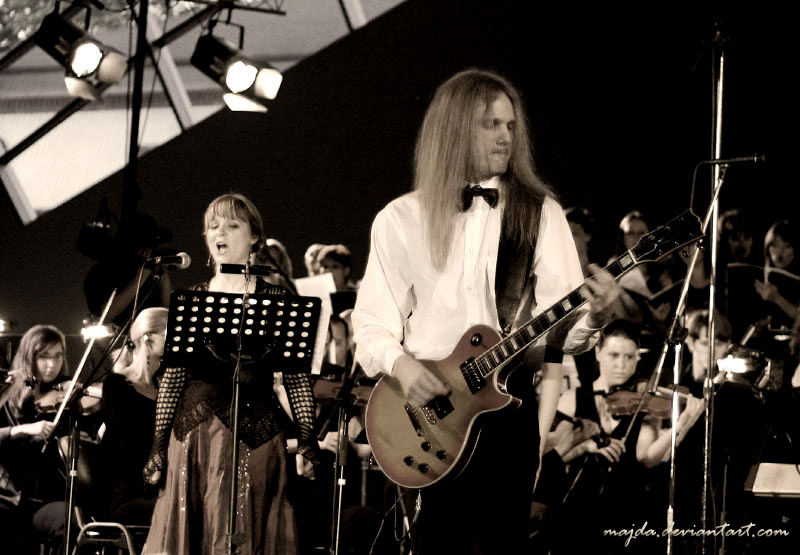
Лорі Льюїс і Крістофер Йонссон під час виступу на оперному фестивалі в Мішкольці, Угорщина.

11 вересня 2011 року лідер Therion Крістофер Йонссон оголосив Лорі Льюїс постійним членом Therion, таким чином вона стала першою вокалісткою в історії гурту, яка отримала постійний статус.
Лорі виконувала класичні партії разом з The Minnesota Orchestra, Skylark Opera, VocalEssence Ensemble Singers, Dale Warland Singers, Rose Ensemble, Kansas City Chorale, Simon Carrington Chamber Singers, Oregon Bach Festival, Springfield Regional Opera (Springfield, Missouri), Saint Paul Chamber Orchestra, Estonian Philharmonic.
Вона також виступала з шестиголосим джазовим ансамблем Філа Меттсон з Міннесоти.
У 2010 році була запрошена британським метал-гуртом Imperial Vengeance для участі у записі нового альбому The Black Heart of Empire.
Як постійний учасник Therion, Лорі брала участь у записі альбому Les Fleurs du Mal, присвяченого 25-й річниці гурту, який вийшов 28 вересня 2012 року в Європі і 13 листопада у Північній Америці.
10 травня 2014 року Therion оголосили, що Лорі Льюїс не буде брати участь у турі 2014 року, останній концерт з її участю відбувся 31 травня у Мехіко. За даними офіційного сайту Therion:
|  | Через роботу та сімейні причини, Лорі вирішила, що більше не буде виступати на гастролях. Тур в Латинській Америці буде її останнім виступом у складі гурту, що відбудеться 10 травня в Мехіко. |

## Вплив
- Класика: Дон Апшоу, Еллі Амелінг, Анна Нетребко, Уте Лемпер, Дітріх Фішер-Діскау, Анне Софі фон Оттер, Арлін Ожер.
- Композитори: Йоганнес Брамс, Густав Малер, Джоан Тавер, Tobias Picker, Ральф Воан-Вільямс.
- Інші: Діаманда Ґалас, Бйорк, Елла Фіцджеральд, Етта Джеймс, Джилліан Велч, Coach Said Not To, Торі Амос, Нік Кейв.[8]

## Дискографія

### Aesma Daeva
- 2007 — Dawn of the New Athens
- 2008 — The Thalassa Mixes
- 2009 — Here Lies One Whose Name Was Written in Water

### Therion
- 2009 — The Miskolc Experience (Live album)
- 2010 — Sitra Ahra
- 2012 — Les Fleurs du Mal
- 2014 — Adulruna Rediviva and Beyond (Live album)

### Інші проєкти
- Imperial Vengeance — Black Heart of Empire (2011)